# Provincia de Enga
La provincia de Enga es una de las veintidós provincias del Estado Independiente de Papúa Nueva Guinea. La ciudad capital de la provincia es la ciudad de Wabag.

## Geografía
La superficie de esta división administrativa es de 12.800 kilómetros cuadrados.
Enga es la provincia más alta y robusta en Papúa Nueva Guinea. Cubre un área de 12.800 km². Gran parte de la provincia posee una altura de más de 2.000 metros. Zonas de menor altitud son normalmente los valles que forman la cuenca de los dos principales sistemas fluviales que drenan la provincia, el Lagaip (que es un afluente del río Fly) y el Lai (que es un afluente del río Sepik).

## Población
La provincia tenía en el año 2000 una población de 295.031 personas. Considerando la superficie del territorio que abarca, la densidad poblacional es de veintitrés habitantes por kilómetro cuadrado.

## Educación
Dentro de la provincia de Enga hay una serie de escuelas religiosas y estatales. Para los residentes de este lugar la educación superior sólo es accesible si se disponen a asistir a las universidades en Lae, Goroka o en Port Moresby.

## Distritos
Esta provincia se encuentra fraccionada en varios distritos a saber:
- Kandep District
- Kompiam District
- Lagaip-Porgera District
- Wabag District
- Kandep District